# Élections infranationales russes de 2024
Les élections infranationales russes de 2024 ont lieu simultanément le 8 septembre 2024 dans plusieurs sujets de la fédération de Russie. Sont ainsi renouvelés, les gouverneurs de 19 sujets (16 au scrutin direct et 3 au scrutin indirect), les assemblées de 13 sujets, certains cumulant les deux types de scrutin. Dans plusieurs sujets, un vote anticipé est autorisé les 6 et 7 septembre. Ces élections se déroulent dans le contexte de l'invasion russe de l'Ukraine, avec une élection gouvernorale en Crimée. Dans les sujets où les gouverneurs démissionneront après le 8 juin 2024, les élections auront lieu lors des élections infranationales de 2025.
De nombreuses élections au niveau municipal sont aussi prévues, avec en particulier l'élection de la douma municipale de Khabarovsk, une des rares villes de Russie où Russie unie ne possède pas de majorité. En tout près de 4000 campagnes électorales auront lieues dans 83 sujets, avec plus de 35 000 mandats à pourvoir, avec plus de 55 millions d'électeurs.

## Synthèse

Élections de 2023 dans les sujets de Russie :
Gouvernorales
Gouvernorales et législatives
Législatives

## Contexte

### Agents étrangers
En mars 2024, Tatiana Lazareva et quelques autres citoyens ayant le statut d'« agents étrangers » (Elvira Vikhareva, Sergueï Markelov) ont annoncé leur désir d'être nommés candidats à ces élections. Le ministère de la Justice a précisé que les agents étrangers peuvent se présenter aux élections, mais sous réserve de certaines restrictions dues au statut d'agent étranger. Mais le 15 mai 2024, une loi fédérale a été adoptée interdisant à ceux qui ont le statut d'« agent étranger » de se présenter aux élections, d'être observateurs électoraux, ainsi que d'être mandataires des candidats et de leurs représentants autorisés.

### Oblast de Koursk
Le 21 août 2024, face à l'offensive ukrainienne dans l'oblast de Koursk, la Commission électorale de l'oblast annonce le report des élections locales dans 7 municipalités de l'oblast. L'élection gouvernorale anticipée est cependant elle maintenue du 6 au 8 septembre, et le vote anticipé dès le 28 août,. 

## Élections partielles à la Douma
| Circonscription | Circonscription   | Circonscription | Sortant                                  | Parti | Parti       | Député élu | Parti | Parti |
| Nom             | Lieu              | Lieu            | Sortant                                  | Parti | Parti       | Député élu | Parti | Parti |
| --------------- | ----------------- | --------------- | ---------------------------------------- | ----- | ----------- | ---------- | ----- | ----- |
| Khakassie n°35  | Khakassie         |                 | Sergueï Sokol jusqu'au 15 septembre 2023 |       | Russie unie |            |       |       |
| Ounechski n°78  | Oblast de Briansk |                 | Nikolaï Alekseïenko jusqu'au 28 mai 2024 |       | Russie unie |            |       |       |
| Sud n°152       | Oblast de Rostov  |                 | Vitaly Kouchnarev jusqu'au 28 mai 2024   |       | Russie unie |            |       |       |

## Gouvernorales
| Sujet | Gouverneur sortant                    | Gouverneur sortant                              | Parti          | Gouverneur élu | Gouverneur élu              | Parti          |
| Scrutin direct | Scrutin direct                        | Scrutin direct                                  | Scrutin direct | Scrutin direct | Scrutin direct              | Scrutin direct |
| --- | ------------------------------------- | ----------------------------------------------- | -------------- | -------------- | --------------------------- | -------------- |
| République de l'Altaï |                                       | Oleg Khorokhordine                              | Indépendant    |                | Andreï Tourtchak            | Russie unie    |
| République de l'Altaï |                                       | Andreï Tourtchak depuis le 4 juin 2024          | Russie unie    |                | Andreï Tourtchak            | Russie unie    |
| Bachkirie |                                       | Radi Khabirov                                   | Russie unie    |                | Radi Khabirov               | Russie unie    |
| Kalmoukie |                                       | Batou Khasikov                                  | Russie unie    |                | Batou Khasikov              | Russie unie    |
| Kraï de Khabarovsk |                                       | Mikhaïl Degtiariov                              | LDPR           |                | Dmitri Demechine            | Russie unie    |
| Kraï de Khabarovsk |                                       | Aleksandr Nikitine du 12 au 15 mai 2024         | Russie unie    |                | Dmitri Demechine            | Russie unie    |
| Kraï de Khabarovsk |                                       | Dmitri Demechine depuis le 15 mai 2024          | Russie unie    |                | Dmitri Demechine            | Russie unie    |
| Kraï de Stavropol |                                       | Vladimir Vladimirov                             | Russie unie    |                | Vladimir Vladimirov         | Russie unie    |
| Kraï de Transbaïkalie |                                       | Aleksandr Ossipov                               | Indépendant    |                | Aleksandr Ossipov           | Indépendant    |
| Oblast d'Astrakhan |                                       | Igor Babouchkine                                | Russie unie    |                | Igor Babouchkine            | Russie unie    |
| Oblast de Tcheliabinsk |                                       | Alekseï Teksler                                 | Russie unie    |                | Alekseï Teksler             | Russie unie    |
| Oblast de Kaliningrad |                                       | Anton Alikhanov                                 | Russie unie    |                | Alekseï Besprozvannykh      | Russie unie    |
| Oblast de Kaliningrad |                                       | Sergueï Ielisseïev du 14 au 15 mai 2024         | Indépendant    |                | Alekseï Besprozvannykh      | Russie unie    |
| Oblast de Kaliningrad |                                       | Alekseï Besprozvannykh depuis le 15 mai 2024    | Russie unie    |                | Alekseï Besprozvannykh      | Russie unie    |
| Oblast de Kemerovo-Kouzbass |                                       | Sergueï Tsivilev                                | Russie unie    |                | Ilia Serediouk              | Russie unie    |
| Oblast de Kemerovo-Kouzbass |                                       | Ilia Serediouk depuis le 15 mai 2024            | Russie unie    |                | Ilia Serediouk              | Russie unie    |
| Oblast de Kourgan |                                       | Vadim Choumkov                                  | Indépendant    |                | Vadim Choumkov              | Indépendant    |
| Oblast de Koursk |                                       | Roman Starovoït                                 | Russie unie    |                | Alekseï Smirnov             | Russie unie    |
| Oblast de Koursk |                                       | Alekseï Smirnov depuis le 15 mai 2024           | Russie unie,   |                | Alekseï Smirnov             | Russie unie    |
| Oblast de Lipetsk |                                       | Igor Artamonov                                  | Russie unie    |                | Igor Artamonov              | Russie unie    |
| Oblast de Mourmansk |                                       | Andreï Tchibis                                  | Russie unie    |                | Andreï Tchibis              | Russie unie    |
| Oblast d'Orenbourg |                                       | Denis Pasler                                    | Russie unie    |                | Denis Pasler                | Russie unie    |
| Oblast de Sakhaline |                                       | Valery Limarenko                                | Russie unie    |                | Valery Limarenko            | Russie unie    |
| Oblast de Samara |                                       | Dmitri Azarov                                   | Russie unie    |                | Viatcheslav Fedorichtchev   | Indépendant    |
| Oblast de Samara |                                       | Viatcheslav Fedorichtchev depuis le 31 mai 2024 | Indépendant    |                | Viatcheslav Fedorichtchev   | Indépendant    |
| Oblast de Toula |                                       | Alexeï Dioumine                                 | Russie unie    |                | Dmitri Miliaïev             | Russie unie    |
| Oblast de Toula | Dmitri Miliaïev depuis le 15 mai 2024 |                                                 | Russie unie    |                | Dmitri Miliaïev             | Russie unie    |
| Oblast de Volgograd |                                       | Andreï Botcharov                                | Indépendant    |                | Andreï Botcharov            | Indépendant    |
| Oblast de Vologda |                                       | Oleg Kouvchinnikov                              | Russie unie    |                | Oleg Kouvchinnikov          | Indépendant    |
| Oblast de Vologda |                                       | Gueorguy Filimonov depuis le 31 octobre 2023    | Indépendant    |                | Oleg Kouvchinnikov          | Indépendant    |
| Saint-Pétersbourg |                                       | Alexandre Beglov                                | Russie unie    |                | Alexandre Beglov            | Russie unie    |
| Scrutin indirect1 |                                       |                                                 |                |                |                             |                |
| Crimée2 |                                       | Sergueï Aksionov                                | Russie unie    |                |                             |                |
| Kabardino-Balkarie |                                       | Kazbek Kokov                                    | Russie unie    |                |                             |                |
| Ingouchie |                                       | Mahmud-Ali Kalimatov                            | Russie unie    |                | Mahmud-Ali Kalimatov25 / 32 | Russie unie    |
| Khantys-Mansis |                                       | Natalia Komarova                                | Russie unie    |                | Rouslan Khoukarouk33 / 36   | Russie unie    |
| Khantys-Mansis |                                       | Rouslan Khoukarouk depuis le 30 mai 2024        | Russie unie    |                | Rouslan Khoukarouk33 / 36   | Russie unie    |
| 1Vote parlementaire 2 Rattachement à la Russie à la suite du référendum de 2014, non reconnu par la majeure partie de la communauté internationale. |                                       |                                                 |                |                |                             |                |

## Législatives
| Sujet | Type           | Pages       | Sièges | Système électoral                         | Majorité aux dernières élections | Majorité aux dernières élections | Résultats |
| --- | -------------- | ----------- | ------ | ----------------------------------------- | -------------------------------- | -------------------------------- | --------- |
| République de l'Altaï | République     | 8 septembre | 41     | Mixte : 11 proportionnels 30 majoritaires | Russie unie                      | 25 / 41                          | 37 / 41   |
| Crimée1 | République     | 8 septembre | 75     | Proportionnel                             | Russie unie                      | 60 / 75                          | 71 / 75   |
| Kabardino-Balkarie | République     | 8 septembre | 70     | Proportionnel                             | Russie unie                      | 50 / 70                          | 50 / 70   |
| Karatchaï-Tcherkessie | République     | 8 septembre | 50     | Proportionnel                             | Russie unie                      | 34 / 50                          | 34 / 50   |
| Mari El | République     | 8 septembre | 52     | Mixte : 13 proportionnels 39 majoritaires | Russie unie                      | 33 / 52                          | 48 / 52   |
| Tatarstan | République     | 8 septembre | 100    | Mixte : 50 proportionnels 50 majoritaires | Russie unie                      | 85 / 100                         | 86 / 100  |
| Touva | République     | 8 septembre | 32     | Mixte : 16 proportionnels 16 majoritaires | Russie unie                      | 30 / 32                          | 26 / 32   |
| Kraï de Khabarovsk | Kraï           | 8 septembre | 36     | Mixte : 12 proportionnels 12 majoritaires | LDPR                             | 30 / 36                          | 27 / 36   |
| Oblast de Briansk | Oblast         | 8 septembre | 60     | Mixte : 30 proportionnels 30 majoritaires | Russie unie                      | 48 / 60                          | 51 / 60   |
| Oblast de Toula | Oblast         | 8 septembre | 36     | Mixte : 12 proportionnels 24 majoritaires | Russie unie                      | 27 / 36                          | 29 / 36   |
| Oblast de Volgograd | Oblast         | 8 septembre | 38     | Mixte : 19 proportionnels 19 majoritaires | Russie unie                      | 28 / 38                          | 28 / 38   |
| Moscou | Ville fédérale | 8 septembre | 45     | Majoritaire à un tour                     | Aucune                           |                                  | 38 / 45   |
| Sébastopol1 | Ville fédérale | 8 septembre | 24     | Mixte : 16 proportionnels 8 majoritaires  | Russie unie                      | 14 / 24                          | 20 / 24   |
| 1 Rattachement à la Russie à la suite du référendum de 2014, non reconnu par la majeure partie de la communauté internationale. |                |             |        |                                           |                                  |                                  |           |

## Municipales

### Maïorales

#### Russie européenne
| Ville                       | Titulaire | Titulaire         | Parti       | Statut      | Élection précédente | Résultats |
| --------------------------- | --------- | ----------------- | ----------- | ----------- | ------------------- | --- |
| Mourom (Oblast de Vladimir) |           | Ievgueni Rytchkov | Russie unie | Se présente | 2019: 81,37%        | - Dmitry Botcharov (KPRF) - Sergueï Kornichov (LDPR) - Aleksandr Panfiorov (SRZP) - Ievgueni Rytchkov (Russie unie) - Roman Zekine (PSZ) - Dmitry Zharyonov (PVR) |

#### District fédéral de Sibérie
| Ville                           | Titulaire | Titulaire                     | Parti       | Statut       | Élection précédente | Résultats |
| ------------------------------- | --------- | ----------------------------- | ----------- | ------------ | ------------------- | --- |
| Abakan (Khakassie)              |           | Alekseï Liomine               | Russie unie | Se présente, | 2019 : 87,16 %      | - Alekseï Liomine (Russie unie) 74,58 % - Oleg Golovtchenko (KPRF) 12,33 % - Vitaly Glebov (LDPR) 6,57 % - Vassilu Meltser (Indépendant) 4,19 % |
| Sorsk (Khakassie)               |           | Vladimir Naïdionov            | Indépendant | Se présente  | 2019 : 49,02 %      | - Marina Gouraï (Russie unie) 63,49 % - Vladimir Naïdionov (Indépendant) 29,79 % - Artiom Kononov (LDPR) 1,85 % - Sergey Katyshev (KPRF) 1,27 % - Igor Preminine (Indépendant) 0,91 % |
| Brastk (oblast d'Irkoutsk)      |           | Sergueï Serebrennikov         | Russie unie | Se présente  | 2019: 43,34 %       | - Aleksandr Doubrovine diss ER (Indépendant) 68,55 % - Sergueï Serebrennikov (Russie unie) 21,89 % - Yekaterina Anisimova (KPKR) 2,15 % - Konstantin Klimov (LDPR) 2,05 % - Dmitry Iablontsev (NL) 1,18 % - Anastasia Chinkarenko (Plateforme civique) 1,05 %                                                          |
| Saïansk (oblast d'Irkoutsk)     |           | Maria Danilova Par intérim    | Indépendant | Se retire    | –                   | - Aleksandr Iermakov (Russie unie) 70,64 % - Iekaterina Strakh (LDPR) - 13,30 % - Natalia Iourtaïeva (KPRF) 11,39 % |
| Touloun (oblast d'Irkoutsk)     |           | Tatiana Iakoubova Par intérim | Indépendant | Se retire    | –                   | - Mikhaïl Gildebrant (Russie unie) 33,30 % - Artiom Pavletchko (Indépendant) 17,19 % - Oleg Ivanov (Indépendant) 11,77 % - Viatcheslav Cheveliov (SRZP) 9,94 % - SergueÏ Marinov (Communistes de Russie) 9,81 % - Vladimir Goriounov (NL) 4,64 % - Oleg Korbatov (LDPR) 3,81 % - Iekaterina Volna (Indépendant) 2,36 % |
| Oust-Ilimsk (oblast d'Irkoutsk) |           | Anna Chtchekina               | LDPR        | Se retire    | 2019: 44,4%         | - Edouard Simonov (Russie unie) 67,31 % - Natalia Chestakova (KPRF) 10,60 % - Sergueï Tioutiounnik (Indépendant) 5,16 % - Vassili Iakimov (LDPR) 4,55 % - Ivan Patskevitch (SRZP) 4,38 % - Guennady Gouler (Indépendant) 2,58 % - Aleksandra Boulgakova (RPSS) 1,26 %                                                  |

#### District fédéral d'Extrême-Orient
| Ville                                       | Titulaire | Titulaire                     | Parti       | Statut      | Élection précédente | Résultats |
| ------------------------------------------- | --------- | ----------------------------- | ----------- | ----------- | ------------------- | --- |
| Srednekolymsk (République de Sakha)         |           | Nikolaï Tchoukrov             | Indépendant | Se retire   | 2019 : 58,21%       | - Ksenofont Krivochapkine (Russie unie) 72,88 % - Nikolaï Okonechnikov (Indépendant) 15,92 % - Ravil Chaïkhoutdinov (Indépendant) 7,75 %                                                                               |
| Jataï (République de Sakha)                 |           | Ievguenia Issaïeva            | Russie unie | Se présente | 2019: 65,54 %       | - Ievguenia Issaïeva (Russie unie) 46,37 % - Ivan Lavrov (Indépendant) 24,53 % - Igor Bougaïenko (KPRF) 15,61 % - Grigory Kouznetsov (SRZP) 7,78 % - Dmitry Tchibirev (LDPR) 2,23 % - Anguelina Mateïtchik (NL) 0,57 % |
| Anadyr (Tchoukotka)                         |           | Léonid Nikolaïev              | Russie unie | Se retire   | 2019: 49,21 %       | - Sergueï Spitsyne (Russie unie) 61,93 % - Vladimir Galtsov (KPRF) 16,09 % - Ivan Semizorov (LDPR) 11,95 % - Gleb Farisseïev (Indépendant) 4,97                                                                        |
| Komsomolsk-sur-l'Amour (Kraï de Khabarovsk) |           | Alexandre Jornik              | LDPR        | Se retire   | 2019: 55,6 %        | - Dmitry Zaploutaïev (Russie unie) 43,77 % - Vladimir Ginzbourg (LDPR) 26,23 % - Sergueï Iouganov (SRZP) 13,99 % - Roman Kviring (KPRF) 5,35 % - Stanislav Chouvaïev (KPKR) 4,08 %                                     |
| Oulan-Oudé (Bouriatie)                      |           | Igor Tchoutenkov              | Indépendant | Éligible    | 2019: 52,52 %       | Annulées en mars 2024 |
| Nertchinsk (Kraï de Transbaïkalie)          |           | Natalia Argounova Par intérim | Indépendant | Se retire   | –                   | - Natalia Tchernova (Russie unie) 61,20 % - Alekseï Panteleïev (Indépendant) 32,42 % |
| Sretensk (Kraï de Transbaïkalie)            |           | Roman Grasselious Par intérim | Indépendant | Se retire   | –                   | - Mikhaïl Kassianov (Russie unie) 67,50 % - Nadejda Plessina (SRZP) 29,68 % |
| Belogorsk (Oblast de l'Amour)               |           | Stanislav Melioukov           | Russie unie | Se présente | 2020: 61,08%        | - Stanislav Melioukov (Russie unie) 73,69 % - Guennadi Popov (LDPR) 14,52 % - Viktor Martynov (SRZP) 6,91 % - Kirill Lekomtsev (NL) 2,79 %                                                                             |

### Conseils municipaux
Les conseils municipaux sont rangés par district fédéral.

#### District fédéral du Nord-Ouest
| Organe municipal                                       | Pages       | Sièges | Système électoral        | Majorité aux dernières élections | Majorité aux dernières élections | Majorité après les élections | Majorité après les élections | Changement    |
| ------------------------------------------------------ | ----------- | ------ | ------------------------ | -------------------------------- | -------------------------------- | ---------------------------- | ---------------------------- | ------------- |
| Conseil des députés de Mourmansk (Oblast de Mourmansk) | 8 septembre | 30     | Majoritaire intégral     | Russie unie                      | 25 / 30                          | Russie unie                  | 20 / 25                      | 5             |
| Conseil de Narian-Mar (Nénétsie)                       | 8 septembre | 15     | Majoritaire intégral     | Russie unie                      | 14 / 15                          | Russie unie                  | 15 / 15                      | en stagnation |
| Conseils municipaux de Saint-Pétersbourg               | 8 septembre | 1 560  | Majoritaire plurinominal | Russie unie                      | 949 / 1560                       | Russie unie                  | 1310 / 1560                  | 361           |
| Douma de la ville de Vologda (Oblast de Vologda)       | 8 septembre | 30     | Majoritaire intégral     | Russie unie                      | 27 / 30                          | Russie unie                  | 27 / 30                      | en stagnation |

#### District fédéral central
| Organe municipal                                                       | Pages       | Sièges | Système électoral                         | Majorité aux dernières élections | Majorité aux dernières élections | Majorité après les élections | Majorité après les élections | Changement |
| ---------------------------------------------------------------------- | ----------- | ------ | ----------------------------------------- | -------------------------------- | -------------------------------- | ---------------------------- | ---------------------------- | ---------- |
| Conseil municipal des députés du peuple de Briansk (Oblast de Briansk) | 8 septembre | 32     | Mixte : 16 proportionnels 16 majoritaires | Russie unie                      | 25 / 32                          | Russie unie                  | 26 / 32                      | 1          |
| Douma de la ville de Toula (Oblast de Penza)                           | 8 septembre | 35     | Mixte : 15 proportionnels 20 majoritaires | Russie unie                      | 26 / 35                          | Russie unie                  | 27 / 35                      | 1          |

#### District fédéral de la Volga
| Organe municipal                             | Pages       | Sièges | Système électoral                         | Majorité aux dernières élections | Majorité aux dernières élections | Majorité après les élections | Majorité après les élections | Changement |
| -------------------------------------------- | ----------- | ------ | ----------------------------------------- | -------------------------------- | -------------------------------- | ---------------------------- | ---------------------------- | ---------- |
| Conseil des députés de Iochkar-Ola (Mari El) | 8 septembre | 35     | Majoritaire intégral                      | Russie unie                      | 16 / 35                          | Russie unie                  | 34 / 35                      | 18         |
| Douma de la ville de Penza (Oblast de Penza) | 8 septembre | 35     | Mixte : 10 proportionnels 25 majoritaires | Russie unie                      | 19 / 35                          | Russie unie                  | 27 / 35                      | 8          |

#### District fédéral du Sud
| Organe municipal                          | Pages       | Sièges | Système électoral                        | Majorité aux dernières élections | Majorité aux dernières élections | Majorité après les élections | Majorité après les élections | Changement |
| ----------------------------------------- | ----------- | ------ | ---------------------------------------- | -------------------------------- | -------------------------------- | ---------------------------- | ---------------------------- | ---------- |
| Assemblée municipale d'Elista (Kalmoukie) | 8 septembre | 25     | Mixte : 18 proportionnels 7 majoritaires | Russie unie                      | 17 / 25                          | Russie unie                  | 18 / 25                      | 1          |

#### District fédéral du Caucase du Nord
| Organe municipal                                           | Pages       | Sièges | Système électoral                         | Majorité aux dernières élections | Majorité aux dernières élections | Majorité après les élections | Majorité après les élections | Changement |
| ---------------------------------------------------------- | ----------- | ------ | ----------------------------------------- | -------------------------------- | -------------------------------- | ---------------------------- | ---------------------------- | ---------- |
| Conseil des représentants de Vladikavkaz (Ossétie du Nord) | 8 septembre | 32     | Mixte : 16 proportionnels 16 majoritaires | Russie unie                      | 20 / 32                          | Russie unie                  | 23 / 32                      | 3          |

#### District fédéral de l'Oural
| Organe municipal                                 | Pages       | Sièges | Système électoral                         | Majorité aux dernières élections | Majorité aux dernières élections | Majorité après les élections | Majorité après les élections | Changement |
| ------------------------------------------------ | ----------- | ------ | ----------------------------------------- | -------------------------------- | -------------------------------- | ---------------------------- | ---------------------------- | ---------- |
| Douma de la ville de Kourgan (Oblast de Kourgan) | 8 septembre | 26     | Mixte : 13 proportionnels 13 majoritaires | Russie unie                      | 17 / 26                          | Russie unie                  | 19 / 26                      | 2          |
| Douma municipale de Salekhard (Iamalie)          | 8 septembre | 21     | Majoritaire intégral                      | Russie unie                      | 20 / 21                          | Russie unie                  | 18 / 21                      | 2          |
| Douma municipale de Tcheliabinsk (Iamalie)       | 8 septembre | 37     | Mixte : 12 proportionnels 25 majoritaires | Russie unie                      | 43 / 49                          | Russie unie                  | 30 / 37                      | 13         |

#### District fédéral de Sibérie
| Organe municipal                     | Pages       | Sièges | Système électoral    | Majorité aux dernières élections | Majorité aux dernières élections | Majorité après les élections | Majorité après les élections | Changement |
| ------------------------------------ | ----------- | ------ | -------------------- | -------------------------------- | -------------------------------- | ---------------------------- | ---------------------------- | ---------- |
| Douma d'Irkoutsk (Oblast d'Irkoutsk) | 8 septembre | 35     | Majoritaire intégral | Russie unie                      | 13 / 35                          | Russie unie                  | 30 / 35                      | 17         |

#### District fédéral d'Extrême-orient

##### Kraï de Khabarovsk
| Organe municipal                                                | Pages       | Sièges | Système électoral    | Majorité aux dernières élections | Majorité aux dernières élections | Majorité après les élections | Majorité après les élections | Changement |
| --------------------------------------------------------------- | ----------- | ------ | -------------------- | -------------------------------- | -------------------------------- | ---------------------------- | ---------------------------- | ---------- |
| Douma de la ville de Khabarovsk (Kraï de Khabarovsk)            | 8 septembre | 35     | Majoritaire intégral | LDPR                             | 34 / 35                          | Russie unie                  | 34 / 35                      | 34         |
| Douma municipale de Komsomolsk-sur-l'Amour (Kraï de Khabarovsk) | 8 septembre | 25     | Majoritaire intégral | LDPR                             |                                  | Russie unie                  |                              |            |

##### Autres
| Organe municipal                                            | Pages       | Sièges | Système électoral    | Majorité aux dernières élections | Majorité aux dernières élections | Majorité après les élections | Majorité après les élections | Changement    |
| ----------------------------------------------------------- | ----------- | ------ | -------------------- | -------------------------------- | -------------------------------- | ---------------------------- | ---------------------------- | ------------- |
| Conseil des députés d'Anadyr (Tchoukotka)                   | 8 septembre | 15     | Majoritaire intégral | Russie unie                      | 5 / 15                           | Russie unie                  | 12 / 15                      | 7             |
| Douma de la ville de Blagovechtchensk (Oblast de l'Amour)   | 8 septembre | 30     | Majoritaire intégral | Russie unie                      | 25 / 30                          | Russie unie                  | 25 / 30                      | en stagnation |
| Douma municipale de Birobidjan (Oblast autonome juif)       | 8 septembre | 21     | Majoritaire intégral | Russie unie                      | 10 / 21                          | Russie unie                  | 17 / 21                      | 7             |
| Douma municipale de Ioujno-Sakhalinsk (Oblast de Sakhaline) | 8 septembre | 25     | Majoritaire intégral | Russie unie                      | 15 / 25                          | Russie unie                  | 19 / 25                      | 4             |
| Conseil municipal des députés d'Oulan-Oudé (Bouriatie)      | 8 septembre | 30     | Majoritaire intégral | Russie unie                      | 24 / 30                          | Russie unie                  | 29 / 30                      | 5             |
| Douma de Tchita (Kraï de Transbaïkalie)                     | 8 septembre | 30     | Majoritaire intégral | Russie unie                      | 19 / 30                          | Russie unie                  | 27 / 30                      | 8             |

#### Territoires annexés en Ukraine
| Organe municipal                         | Pages       | Sièges | Système électoral                         | Majorité aux dernières élections | Majorité aux dernières élections | Majorité après les élections | Majorité après les élections | Changement |
| ---------------------------------------- | ----------- | ------ | ----------------------------------------- | -------------------------------- | -------------------------------- | ---------------------------- | ---------------------------- | ---------- |
| Conseil municipal de Simferopol (Crimée) | 8 septembre | 38     | Mixte : 19 proportionnels 19 majoritaires | Russie unie                      | 31 / 38                          | Russie unie                  | 36 / 38                      | 5          |